# Estonia na Mistrzostwach Świata w Lekkoatletyce 2017
Estonia na Mistrzostwach Świata w Lekkoatletyce 2017 – reprezentacja Estonii podczas mistrzostw świata w Londynie liczyła 14 zawodników, którzy nie zdobyli żadnego medalu.

## Skład reprezentacji
Mężczyźni
| Zawodnik            | Konkurencja                | Eliminacje | Eliminacje | Półfinał | Półfinał | Finał    | Finał   |
| Zawodnik            | Konkurencja                | Rezultat   | Pozycja    | Rezultat | Pozycja  | Rezultat | Pozycja |
| ------------------- | -------------------------- | ---------- | ---------- | -------- | -------- | -------- | ------- |
| Roman Fosti         | maraton                    | —          | —          | —        | —        | 2:23:28  | 53.     |
| Tiidrek Nurme       | maraton                    | —          | —          | —        | —        | 2:20:41  | 40.     |
| Jaak-Heinrich Jagor | bieg na 400 m przez płotki | 49,81      | 20. Q      | 50,43    | 19.      | NQ       | NQ      |
| Rasmus Mägi         | bieg na 400 m przez płotki | DNS        | DNS        | NQ       | NQ       | NQ       | NQ      |

| Zawodnik      | Konkurencja    | Kwalifikacje | Kwalifikacje | Finał | Finał   |
| Zawodnik      | Konkurencja    | Wynik        | Pozycja      | Wynik | Pozycja |
| ------------- | -------------- | ------------ | ------------ | ----- | ------- |
| Gerd Kanter   | rzut dyskiem   | 63,61        | 9. q         | 60,00 | 12.     |
| Martin Kupper | rzut dyskiem   | 62,71        | 17.          | NQ    | NQ      |
| Magnus Kirt   | rzut oszczepem | 83,86        | 10. Q        | 80,48 | 11.     |
| Tanel Laanmäe | rzut oszczepem | 76,41        | 25.          | NQ    | NQ      |

Dziesięciobój
| Zawodnik           | Konkurencja | 100 m | LJ   | SP    | HJ   | 400 m | 110H  | DT    | PV     | JT    | 1500 m  | Wynik | Pozycja |
| ------------------ | ----------- | ----- | ---- | ----- | ---- | ----- | ----- | ----- | ------ | ----- | ------- | ----- | ------- |
| Janek Õiglane      | Rezultat    | 11,08 | 7,33 | 15,13 | 2,05 | 49,58 | 14,56 | 42,11 | 5,10 = | 71,73 | 4:39,24 | 8371  | 4.      |
| Janek Õiglane      | Punkty      | 843   | 893  | 798   | 850  | 834   | 903   | 708   | 941    | 916   | 685     | 8371  | 4.      |
| Karl Robert Saluri | Rezultat    | 10,55 | 7,49 | 13,98 | 1,84 | 47,76 | 15,36 | 40,43 | 5,00   | 57,12 | 4:31,31 | 8025  | 13.     |
| Karl Robert Saluri | Punkty      | 963   | 932  | 727   | 661  | 921   | 807   | 673   | 910    | 695   | 736     | 8025  | 13.     |
| Maicel Uibo        | Rezultat    | 11,35 | 6,97 | 14,08 | 2,02 | 50,61 | 14,90 | 47,88 | NM     | –     | –       | DNF   | DNF     |
| Maicel Uibo        | Punkty      | 784   | 807  | 733   | 822  | 787   | 862   | 826   | 0      | –     | –       | DNF   | DNF     |

Kobiety
| Zawodniczka     | Konkurencja | Kwalifikacje | Kwalifikacje | Finał | Finał   |
| Zawodniczka     | Konkurencja | Wynik        | Pozycja      | Wynik | Pozycja |
| --------------- | ----------- | ------------ | ------------ | ----- | ------- |
| Ksenija Balta   | skok w dal  | 6,15         | 25.          | NQ    | NQ      |
| Anna Maria Orel | rzut młotem | 67,37        | 18.          | NQ    | NQ      |

Siedmiobój
| Zawodniczka  | Konkurencja | 100H  | HJ   | SP    | 200 m | LJ   | JT    | 800 m   | Wynik | Pozycja |
| ------------ | ----------- | ----- | ---- | ----- | ----- | ---- | ----- | ------- | ----- | ------- |
| Grit Šadeiko | Rezultat    | 13,37 | 1,74 | 12,55 | 24,60 | 6,00 | 47,47 | 2:18,88 | 6094  | 13.     |
| Grit Šadeiko | Punkty      | 1069  | 903  | 698   | 924   | 850  | 811   | 839     | 6094  | 13.     |